# 1992 BJ1
1992 BJ1 är en asteroid i huvudbältet som upptäcktes den 28 januari 1992 av de båda japanska astronomerna Seiji Ueda och Hiroshi Kaneda i Kushiro.
Asteroiden har en diameter på ungefär 4 kilometer.